# Дом призраков (фильм, 1995)
«Дом призраков» (иное название «В плену у призраков») — мистический триллер 1995 года режиссёра Льюиса Гилберта, экранизация одноимённого романа Джеймса Герберта. Премьера фильма состоялась 27 октября 1995 года.

## Сюжет
Начало XX века. В прологе девочка Джульет Эш тонет в пруду во время игры со своим братом-близнецом Дэвидом. Затем действие переносится в 1928 год. Выросший Дэвид Эш стал психологом. Он - профессор университета, автор нескольких книг, прославившийся своими разоблачениями сверхъестественных проявлений. 
Дэвид получает письмо от некой мисс Вебб, живущей в поместье Эдбрук, с просьбой разобраться с мучающими её привидениями. Дэвид приезжает на поезде в небольшой городок, где его встречает и отвозит в поместье красивая молодая женщина, представившаяся Кристиной Мэрилл. Оказывается, мисс Вебб — престарелая нянька, воспитавшая Кристину и её старших братьев, Роберта и Саймона. После гибели живших в Индии родителей братья, сестра и нянька вместе живут в Эдбруке. Мисс Вебб твердит о призраках, но явно что-то скрывает. Сестра и братья говорят, что няня «немного странная». Дэвид принимается за исследования, параллельно у него начинается роман с Кристиной. 
Сначала Дэвиду всё кажется простым: Мэриллы поведением порой напоминают подростков, а Саймон имеет склонность к розыгрышам и больше всего подходит на роль мистификатора. Дэвид расставляет в доме ловушки, чтобы сфотографировать «шутника», пытается вытянуть из мисс Вебб детали, изучает дом. По ходу дела выясняется, что хозяева солгали ему: в Индии погиб только отец Мэриллов, а мать умерла в Эдбруке, утопившись в пруду. Но чем дальше, тем больше с Дэвидом происходит странностей: он слышит странные звуки, замечает неясные фигуры и тени, однажды, попытавшись преследовать призрака, оказывается сброшен в пруд кем-то невидимым. При исследовании подвала там начинается пожар, все следы которого бесследно исчезают, стоит появиться Кристине. Дэвид начинает сомневаться в своей адекватности, Кристина отвозит его к доктору, который диагностирует нервное истощение и рекомендует снотворное. 
После ночи с Кристиной Дэвид обнаруживает, что дом полностью изменился и выглядит так, как будто здесь давно никто не жил. Заметив в холле движение, Дэвид бросается следом. Фигурка девочки в белом платье, которую никак не удаётся догнать, приводит Дэвида на местное кладбище, к могиле с именами Кристины, Роберта и Саймона Мэриллов; все трое погибли в пожаре пять лет назад. Сбитый с толку Дэвид бросается к доктору; его дом пуст, но там Дэвид встречает призрак своей сестры-двойняшки Джульет, погибшей в детском возрасте. Сестра говорит, что доктор тоже давно умер, и просит Дэвида не ходить в Эдбрук. Дэвид бежит из дома, на улице встречает вполне живую Кристину и с ней отправляется в поместье на машине. На дороге появляется Джульет, происходит авария, Кристина гибнет. Дэвид бежит в поместье, где застаёт мисс Вебб и требует объяснений. Она рассказывает, что пять лет назад, уже после смерти Мэрилла-отца, мать застала в своей спальне занимавшихся сексом Роберта и Кристину и пьяного Саймона. Не вынеся увиденного, она утопилась, а няня заперла всех троих в спальне и устроила пожар, в котором они погибли. Оказывается, единственным живым человеком здесь была мисс Вебб, и всё это время Дэвид общался с умершими.
Снова появляются Мэриллы. Они убивают мисс Вебб и пытаются удержать Дэвида. Начинается пожар, в котором он неминуемо должен погибнуть. Появившаяся ниоткуда Джульет спасает Дэвида и после короткого объяснения уходит. Дэвид возвращается в Лондон, на перроне его встречает Кейт, его секретарша. Всё вроде бы в порядке, но на последних кадрах вслед за ушедшими Дэвидом и Кейт идёт одетая во всё чёрное Кристина.

## В ролях
- Эйдан Куинн — профессор Дэвид Эш
- Кейт Бекинсейл — Кристина Мэррил
- Энтони Эндрюс — Роберт Мэррил
- Алекс Лоу — Саймон Мэррил
- Анна Мэсси — Тэсс Уэбб, няня Мэррилов
- Джон Гилгуд — доктор Дойл
- Джеральдин Сомервилль — Кейт, секретарь Дэвида
- Виктория Шале — Джулиет Эш

## Отличия фильма от романа
Фильм имеет определённые отличия от экранизируемого романа, в частности самым большим отличием является финал. Также события в фильме показаны несколько в ином ключе (присутствуют элементы драматизма, в то время как в романе основной упор был сделан на создание мистической атмосферы). Помимо этого в романе немаловажная часть истории уделена прошлой жизни Дэвида Эша.